# Сизигия (алгебра)
Сизигия (от др.-греч. σύ-ζῠγος — сопряжение, соединение) — соотношение между порождающими модуля {\displaystyle M}. Набор всех таких соотношений называют «первым модулем сизигий» {\displaystyle M}. Более строго модуль сизигий определяется как ядро эпиморфизма из свободного модуля в модуль {\displaystyle M}. Соотношения между порождающими первого модуля сизигий называют «второй сизигией» {\displaystyle M}, и набор всех таких соотношений называют «вторым модулем сизигий {\displaystyle M}». Продолжая таким образом строится {\displaystyle n}-й модуль сизигий {\displaystyle M} с набором всех соотношений между порождающими ({\displaystyle n-1}-го модуля сизигий {\displaystyle M}.
Иначе модуль сизигий можно определить при помощи свободной (или проективной) резольвенты — если есть свободная резольвента {\displaystyle \dots \to F_{2}\to F_{1}\to F_{0}\to M\to 0} модуля {\displaystyle M},
то образ гомоморфизма {\displaystyle F_{n}\to F_{n-1}} является {\displaystyle n}-м модулем сизигий, который обозначается {\displaystyle \Omega ^{n}(M)}. {\displaystyle n}-й модуль сизигий {\displaystyle \Omega ^{n}(M)} зависит от выбора свободной резольвенты, но для любых двух свободных резольвент соответствующие модули сизигий {\displaystyle \Omega ^{n}(M),{\tilde {\Omega }}^{n}(M)} стабильно изоморфны. То есть существуют такие свободные модули {\displaystyle F}, {\displaystyle F'} такие, что {\displaystyle \Omega ^{n}(M)\oplus F\cong {\tilde {\Omega }}^{n}(M)\oplus F'}.
Теорема Гильберта о сизигиях — утверждение о том, что сизигия конечно порождённого модуля {\displaystyle M} над кольцом многочленов {\displaystyle k[x_{1},\dots ,x_{n}]} является свободным модулем — считается одним из трёх гильбертовских результатов (наряду с теоремой о базисе и теоремой о нулях), составивших фундамент для развития алгебраической геометрии в начале XX века.